# Товмасян, Лусине Усиковна
Лусине Усиковна Товмасян (арм. Լուսինե Հուսիկի Թովմասյան; род. 25 июля 1986) — армянская участница конкурса красоты, выигравшая титул Мисс Армения в 2003 году.

## Биография
Лусине родилась в армянской семье в Ереване, где она провела своё детство. Поступила в Филологический Университет «Интерлингва», затем училась в Российско-Армянском государственном университете.
Она стала победителем конкурса Мисс Армения, когда ей было 17 лет и через год, в 2005 году заняла второе место в конкурсе Мисс Европа.

## См.также
- Мисс Армения